# Seulline (Seulles)
La Seulline est une rivière française de Normandie, affluent de la Seulles en rive droite, dans le département du Calvados.